# Río Sañu
Der Río Sañu, im Oberlauf auch Río Tahuapalcca, ist ein etwa 68 km langer linker Nebenfluss des Río Apurímac in der Provinz Caylloma der Region Arequipa sowie in der Provinz Espinar der  Region Cusco in Südzentral-Peru.

## Flusslauf
Der Río Sañu entspringt an der Nordflanke des 5099 m hohen Cerro Choquelanza, einer Erhebung am Südwestrand des peruanischen Andenhochlandes. Das Quellgebiet liegt auf einer Höhe von etwa 4970 m. Der Río Sañu fließt anfangs nach Norden. Bei Flusskilometer 48 wendet er sich nach Osten. Bei Flusskilometer 36 überquert er die Regions- und Provinzgrenze. Im Anschluss fließt er 8 km nach Norden, bevor er sich im Unterlauf erneut nach Osten wendet. In der Provinz Espinar bildet er die Grenze zwischen den Distrikten Coporaque (linkes Ufer) und Suyckutambo (rechtes Ufer). Der Río Sañu mündet schließlich auf einer Höhe von etwa 3940 m in den Oberlauf des Río Apurímac.

## Einzugsgebiet
Der Río Sañu entwässert den Norden des Distrikts Caylloma sowie Teile der Distrikte Coporaque und Suyckutambo. Das Einzugsgebiet besitzt eine Fläche von 612 km², wovon 334 km² in der Region Arequipa und 278 km² in der Region Cusco liegen. Es grenzt im Südosten an das des Río Callumani, im Westen an das des Río Velille sowie im Norden an das des Río Oquero.